# Ole von Beust
Carl-Friedrich Arp Ole Freiherr von Beust, thường được gọi là Ole von Beust (sinh ngày 13 tháng 4 năm 1955), là một chính trị gia người Đức, là Thị trưởng đầu tiên của Hamburg từ ngày 31 tháng 10 năm 2001 đến ngày 25 tháng 8 năm 2010, giữ chức Chủ tịch Bundesrat từ ngày 1 tháng 11 năm 2007 trong một năm. Ông đã được Christoph Ahlhaus làm thị trưởng thành công.

## Công nhận
Von Beust là người vào chung kết giải thưởng Thị trưởng thế giới năm 2010.